# Liste der Bodendenkmäler in Siegsdorf
Auf dieser Seite sind die Bodendenkmäler in der oberbayerischen Gemeinde Siegsdorf zusammengestellt. Diese Tabelle ist eine Teilliste der Liste der Bodendenkmäler in Bayern. Grundlage ist die Bayerische Denkmalliste, die auf Basis des Bayerischen Denkmalschutzgesetzes vom 1. Oktober 1973 erstmals erstellt wurde und seither durch das Bayerische Landesamt für Denkmalpflege geführt wird. Die folgenden Angaben ersetzen nicht die rechtsverbindliche Auskunft der Denkmalschutzbehörde.

## Bodendenkmäler in Siegsdorf
| Lage                                      | Objekt | Akten-Nr.     | Bild           |
| ----------------------------------------- | --- | ------------- | -------------- |
| Eisenärzt (Standort)                      | Untertägige frühneuzeitliche Befunde im Bereich der Kath. Wallfahrtskirche Mariä Geburt in Maria-Eck.                                                                                         | D-1-8241-0028 |                |
| (Standort)                                | Körpergräber des frühen Mittelalters. | D-1-8141-0060 |                |
| (Standort)                                | Burgstall Tollberg des hohen oder späten Mittelalters (Lenzisburg). | D-1-8141-0078 |                |
| (Standort)                                | Station des Mittelpaläolithikums mit Tierknochen aus dem Pleistozän. | D-1-8141-0168 |                |
| Kardinal-von-Faulhaber-Platz 1 (Standort) | Untertägige spätmittelalterliche und frühneuzeitliche Befunde im Bereich der katholischen Pfarrkirche Mariä Empfängnis in Siegsdorf und ihres Vorgängerbaus mit abgegangener Michaelskapelle. | D-1-8141-0246 | weitere Bilder |
| Adelholzener Straße 84 (Standort)         | Abgegangener Edelsitz und Hofwüstungen der frühen Neuzeit sowie untertägige frühneuzeitliche Befunde im Bereich der katholischen Kapelle St. Primus und Mariä Heimsuchung in Bad Adelholzen.  | D-1-8141-0249 |                |
| (Standort)                                | Abgegangene Kirche des Mittelalters und der frühen Neuzeit (St. Peter auf der Gam). | D-1-8141-0261 |                |
| (Standort)                                | Bergbaurevier des Mittelalters und der frühen Neuzeit (Kressenberger Revier). | D-1-8142-0163 |                |
| St.-Johann-Straße 20 (Standort)           | Untertägige mittelalterliche und frühneuzeitliche Befunde im Bereich der katholischen Filialkirche St. Johannes der Täufer in Sankt Johann.                                                   | D-1-8142-0218 | weitere Bilder |
| Maria-Eck-Straße 7 (Standort)             | Untertägige frühneuzeitliche Befunde im Bereich der katholischen Wallfahrtskirche Mariä Geburt in Maria-Eck.                                                                                  |               | weitere Bilder |
| Maria-Eck-Straße 2 (Standort)             | Untertägige frühneuzeitliche Befunde im Bereich des Klosters Maria-Eck. | D-1-8241-0029 |                |
| (Standort)                                | Bergbaurevier des späten Mittelalters und der frühen Neuzeit (Arztberg). | D-1-8241-0032 |                |